# Andreas Bredau
Andreas Bredau (Burg, RDA, 21 de marzo de 1984) es un deportista alemán que compitió en bobsleigh en las modalidades doble y cuádruple.
Ganó cinco medallas en el Campeonato Mundial de Bobsleigh entre los años 2011 y 2015, y dos medallas en el Campeonato Europeo de Bobsleigh, oro en 2011 y bronce en 2013. Participó en los Juegos Olímpicos de Vancouver 2010, ocupando el séptimo lugar en la prueba cuádruple.

## Palmarés internacional
| Campeonato Mundial | Campeonato Mundial           | Campeonato Mundial | Campeonato Mundial |
| Año                | Lugar                        | Medalla            | Prueba             |
| ------------------ | ---------------------------- | ------------------ | ------------------ |
| 2011               | Königssee (Alemania)         | Medalla de oro     | Cuádruple          |
| 2011               | Königssee (Alemania)         | Medalla de plata   | Doble              |
| 2012               | Lake Placid (Estados Unidos) | Medalla de bronce  | Cuádruple          |
| 2013               | Sankt Moritz (Suiza)         | Medalla de bronce  | Doble              |
| 2015               | Winterberg (Alemania)        | Medalla de plata   | Cuádruple          |
| Campeonato Europeo |                              |                    |                    |
| Año                | Lugar                        | Medalla            | Prueba             |
| 2011               | Winterberg (Alemania)        | Medalla de oro     | Cuádruple          |
| 2013               | Igls (Austria)               | Medalla de bronce  | Cuádruple          |